# Potyczka w Darfurze Południowym (2010)
Potyczka w Darfurze Południowym – starcie zbrojne stoczone 23 kwietnia 2010 roku w pobliżu miejscowości Balballa pomiędzy Ludową Armią Wyzwolenia Sudanu i sudańskimi plemionami w Darfurze oraz organizacjami ludowymi.

## Potyczka
Do starcia doszło tuż przed ogłoszeniem wyników wyborów powszechnych w Sudanie, które wygrał dotychczasowy prezydent Umar al-Baszir, a najwięcej głosów w Sudanie Południowym otrzymał kandydat Ludowego Ruchu Wyzwolenia Sudanu, Salva Kiir Mayardit.
Nie wiadomo kto podjął atak. Według żołnierzy 120 SPLA, którzy wzięli udział w starciu, potyczka wywiązała się po agresji sił ludowych, natomiast SPAF i bojownicy plemienni zaprzeczyli jakoby stali za atakiem. Armia ludowa użyła czterech pojazdów Technical wyładowanymi bronią. W walce udział mieli brać członkowie plemion arabskich, którzy szukali nowych obszarów na pastwiska. Żołnierze SPLA twierdzą, iż nie walczyli z plemionami arabskimi, które nie były wyposażone w pojazdy. Jednak przywódcy plemienni podali, że stracili 58 bojowników. Straty były także po stronie żołnierze, lecz ich liczba nie jest znana.
Starcie naruszyło zawieszenie broni z 2005 roku, kończące II wojnę domową w Sudanie. W 2009 roku w walkach plemiennych w Sudanie zginęło ponad 1200 ludzi.